# Boris Kamenar
Boris Kamenar (Rijeka, 20. veljače 1929. – Pula, 12. srpnja 2012.), hrvatski akademik i kemičar.

## Životopis
Rodio se 20. veljače 1929. u Sušaku gdje je i maturirao. Diplomirao je 1953. godine na Tehničkom fakultetu u Zagrebu, a doktorirao 1960. godine na Prirodoslovno-matematičkom fakultetu u Zagrebu disertacijom Nova metoda za dobivanje čistog silicija i bora pod voditeljstvom Drage Grdenića. Od 1953. radio je kao voditelj Laboratorija za analizu metala, metalografska ispitivanja i ispitivanja ljevačkih pijesaka u Tvornici Vulkan u Rijeci. Godine 1956. postao je asistent u Odjelu za strukturnu i anorgansku kemiju Instituta Ruđer Bošković. Bavio se istraživanjem poluvodiča, dobivanjem čistog silicija i bora, određivanjem kristalne strukture metodom rendgenske strukture analize. Usavršavao se u Laboratoriju za kemijsku kristalografiju Sveučilišta u Oxfordu u grupi prof. Dorothy C. Hodgkin (dobitnice Nobelove nagrade za kemiju 1964.). Temeljito je upoznao moderne metode rendgenske strukturne analize i računalne obrade eksperimentalnih podataka, i te metode uveo u naša kristalokemijska istraživanja. Prof. Boris Kamenar bio je pročelnikom Kemijskog odjela, voditeljem poslijediplomskog sveučilišnog studija kemije, prodekan i dekan PMF-a te predstojnik Zavoda za opću i anorgansku kemiju. Pod njegovim voditeljstvom izrađeni su brojni diplomski radovi, 16 magistarskih radova i 11 doktorskih disertacija. Godine 1975. godine izabran je za člana suradnika, 1988. za izvanrednog člana, a 1991. godine postao je redoviti član Hrvatske akademije znanosti i umjetnosti u Razredu za matematičke, fizičke i kemijske znanosti. Od 2000. godine bio je predsjednik Odbora za međunarodnu suradnju HAZU. Glavno područje znanstvenog interesa akademika Kamenara bilo je određivanje molekulske i kristalne strukture metodom ogiba rendgenskih zraka. Značajna su njegova strukturna istraživanja spojeva od farmakološkog interesa iz reda makrolidnih antibiotika iz reda azitromicina. Akademik Kamenar objavio je oko 180 znanstvenih i stručnih radova i s oko 200 predavanja i priopćenja sudjelovao na velikom broju znanstvenih skupova u zemlji i inozemstvu. Za svoj rad nagrađen je 1970. godine Državnom nagradom za znanost Ruđer Bošković, 1980. Nagradom grada Zagreba, 2000. godine Nagradom za životno djelo, 2002. medaljom Božo Težak Hrvatskoga kemijskog društva, a 2005. godine medaljom Kemijskog odsjeka Prirodoslovno-matematičkog fakulteta.

## Zvanje i profesionalni status
Doktor kemijskih znanosti, inženjer kemije, redovni profesor, znanstveni savjetnik. 

## Obrazovanje
1935-1947 Osnovno i klasična gimnazija u Sušaku (Rijeka)     
1947-1953 Inženjer kemije, Sveučilište u Zagrebu, Tehnički fakultet, Kemijsko-tehnološki odjel    
1960  - Doktorat kemijskih znanosti, Sveučilište u Zagrebu, Prirodoslovno- matematički fakultet    
1964/65 -  Postdoktorand, University of Oxford, U.K., Chemica Crystallography Laboratory (u grupi prof. Dorothy C. Hodgkin - dobitnice Nobelove nagrade za kemiju 1964.)

## Profesionalni položaji - u Hrvatskoj:
1953-1956 Šef laboratorija za analizu metala, metalografska ispitivanja i ispitivanja ljevačkih pjeskova, Tvornica dizalica i ljevaonica "Vulkan", Rijeka     
1956-1962 Asistent, Institut Ruđer Bošković, Zagreb (istraživanje poluvodiča, dobivanje čistog silicija i bora, određivanje kristalne strukture metodom rendgenske strukture analize.)
1962-1966 Docent, Prirodoslovno-matematički fakultet, Zagreb     
1966-1971 Izvanredni profesor, PMF, Zagreb     
1972-         Redovni profesor, PMF, Zagreb 

## U inozemstvu (gostujuće profesure):
1971/72 Visiting Fellow, All Souls College, Oxford, U.K.     
1980 Visiting Professor, Chemistry Department, Auckland University, New Zealand     
1989/90 Visiting Professor, Massey University, Palmerston North, New Zealand     
1995/96 Visiting Professor, Massey University, Palmerston North, New Zealand (1 semestar) 

## Članstvo u akademijama:
1975-1988 Član suradnik HAZU     
1988-1991 Izvanredni član HAZU     
1991-         Redoviti član HAZU     
2000-         Predsjednik Odbora za međunarodna pitanja i međunarodnu suradnju HAZU 

## Profesionalne djelatnosti i članstva:
1956-     Hrvatsko kemijsko društvo, predsjednik (1976-1980)     
1956-     Hrvatsko društvo kemijskih inženjera i tehnologa    
1965-              Royal Society of Chemistry, London     
1966-1991 Jugoslavenski centar za kristalografiju, tajnik (1966-1990), predsjednik (1990-1991)     
1966-1990 Pomoćni urednik Godišnjaka Jugoslavenskog centra za kristalografiju    
1974-     European Crystallographic Committee, vice-president (1978-1981), president (1981-1984)     
1976-1980 Član uredništva časopisa Croatica Chemica Acta     
1978-1984 Član Uredničkog savjeta časopisa "Kemija u industriji"     
1980-      Član međunarodnog uredničkog savjeta časopisa Croatica Chemica Acta     
1986-1988 Predsjednik Unije kemijskih društava Jugoslavije     
1991-      Hrvatska kristalografska zajednica, predsjednik 

## Važniji položaji na Fakultetu i Sveučilištu:
1965-1966 Pročelnik Kemijskog odjela PMF 
1968-1970 Prodekan Prirodoslovno-matematičkog fakulteta 
1976-1978 Dekan Prirodoslovno-matematičkog fakulteta 
1982-1984 Predstojnik Zavoda za opću i anorgansku kemiju PMF

## Nagrade i priznanja:
1970 Republička nagrada za znanstveni rad "Ruđer Bošković" 
1980 Nagrada grada Zagreba za znanstveni rad 
2000. godine Nagradom za životno djelo
2002. medaljom Božo Težak Hrvatskoga kemijskog društva
2005. godine medaljom Kemijskog odsjeka Prirodoslovno-matematičkog fakulteta.
Član komiteta Međunarodne kristalografske unije za dodjelu nagrade "Ewald Prize"